# Smithton (Australia)
Smithton è una città della Tasmania, in Australia; essa si trova 410 chilometri a nord-ovest di Hobart ed è la sede della Municipalità di Circular Head. Al censimento del 2006 contava 3.361 abitanti.